# Candice Fox
Candice Fox (* 1980 in Bankstown im australischen New South Wales) ist eine australische Schriftstellerin von Kriminalromanen.

## Leben und Werk
Candice Fox verbrachte eine kurze Zeit in der Royal Australian Navy, bevor sie an der Universität studierte und unterrichtete. Sie gab Kurse über Literatur an der University of Notre Dame Australia in Sydney.
2014 veröffentlichte sie ihren ersten Roman Hades, der als bester Erstlingsroman mit dem Ned Kelly Award ausgezeichnet wurde. Er ist der erste Band einer Reihe um die zwei Kriminaldetektive Frank Bennett und Eden Archer in Sydney.
Seit 2015 arbeitete Candice Fox für eine Romanserie mit dem amerikanischen Kriminalschriftsteller James Patterson zusammen.
2017 eröffnete sie mit Crimson Lake eine neue Reihe, in deren Mittelpunkt der Polizist Ted Conkaffey aus Sidney steht. Die Hauptfigur wurde einer Entführung beschuldigt, aber nicht dafür verurteilt, und hat sich nördlich der Sümpfe voller Krokodile in Crimson Lake in Australien zurückgezogen.
2020 erschien der Roman Dark, der eine Parabel darstellt über Solidarität und Begierde unter Frauen und Außenseitern.

## Werk

### Romane

#### Frank Bennett und Eden Archer
- Hades. 1. Auflage. Suhrkamp, Berlin 2016, ISBN 978-3-518-46673-5 (australisches Englisch: Hades. North Sydney 2014. Übersetzt von Anke Caroline Burger).
- Eden. 1. Auflage. Suhrkamp, Berlin 2016, ISBN 978-3-518-46714-5 (australisches Englisch: Eden. North Sydney 2014. Übersetzt von Anke Caroline Burger).
- Fall. 1. Auflage. Suhrkamp, Berlin 2017, ISBN 978-3-518-46765-7 (australisches Englisch: Fall. North Sydney 2015. Übersetzt von Anke Caroline Burger).

#### Ted Conkaffey
- Crimson Lake. 1. Auflage. Suhrkamp, Berlin 2017, ISBN 978-3-518-46810-4 (australisches Englisch: Crimson Lake. North Sydney 2017. Übersetzt von Andrea O’Brien).
- Redemption Point. 1. Auflage. Suhrkamp, Berlin 2018, ISBN 978-3-518-46898-2 (australisches Englisch: Redemption Point. North Sydney 2018. Übersetzt von Andrea O’Brien).
- Missing Boy. 1. Auflage. Suhrkamp, Berlin 2019, ISBN 978-3-518-47011-4 (australisches Englisch: Gone by Midnight. North Sydney 2019. Übersetzt von Andrea O’Brien)

#### Detective Harriet Blue
Mit James Patterson als Co-Autor:
- Never Never (2016)
- Fifty Fifty (2017)
- Liar Liar (2018)

#### Einzelwerke
- Dark. 1. Auflage. Suhrkamp, Berlin 2020, ISBN 978-3-518-47101-2 (australisches Englisch: Gathering Dark. North Sydney 2020. Übersetzt von Andrea O’Brien)
- 606. Thriller. Suhrkamp, Berlin 2022, ISBN 978-3-518-47290-3 (australisches Englisch: The Chase. Übersetzt von Andrea OBrien)
- Stunde um Stunde. Thriller. Suhrkamp, Berlin 2023, ISBN 978-3-518-47358-0 (australisches Englisch: Fire with Fire. Übersetzt von Andrea OBrien)
- Devil's Kitchen.  Thriller. Suhrkamp, Berlin 2025, ISBN 978-3-518-47490-7 (australisches Englisch: Devil's Kitchen.  Übersetzt von Andrea OBrien)

## Auszeichnungen und Würdigungen

### Preise
Ned Kelly Award für Hades als besten Erstlingsroman
Ned Kelly Award für Eden als besten Roman

### Nominierungen
Davitt Award für Hades als besten Erstlingsroman
Ned Kelly Award für Fall als besten Roman
Davitt Award für Fall als besten Roman
Ned Kelly Award für Crimson Lake als besten Roman